# Spartak Myjava
Spartak Myjava a.s. – słowacki klub piłkarski, grający w drugiej lidze słowackiej, mający siedzibę w mieście Myjava na zachodzie kraju.

## Historia
Chronologia nazw:
- 1920—2001: ŠK Spartak Myjava
- 2001—2005: MŠK Spartak Myjava
- 2005—...: TJ Spartak Myjava

Klub został założony 8 sierpnia 1920 roku jako ŠK Spartak Myjava przez miejscowego kupca i mecenasa klubu Pana Samuela Vráblica. Do bardziej wszechstronnego rozwóju klubu doszło w latach 1937-1938, kiedy firma przeniosła się z Taus Petržalka do Myjavy. W 1944 roku zespół występował w dywizji Myjava, porównywalnej do byłej Słowackiej Ligi Narodowej. Przeważnie występował w lidze lokalnej, jedynie w latach 1968-1973 w mistrzostwach regionalnych. Po zakończeniu sezonu 1992/93 zespół awansował do nowo utworzonej 3. ligi (D4). W 2001 roku klub zmienił nazwę na MŠK Spartak Myjava, a w 2005 roku na TJ Spartak Myjava. Dopiero w sezonie 2009/10 debiutował w 2. lidze (D3). Po dwóch sezonach zespół zajął pierwsze miejsce w grupie zachodniej i awansował w 2011 do 1. ligi (D2). W następnym sezonie 2011/12 ponownie zdobył pierwsze miejsce i po raz pierwszy zdobył awans do najwyższej ligi.

## Sukcesy

### Trofea międzynarodowe
Nie uczestniczył w rozgrywkach europejskich (stan na 31-05-2012).

### Trofea krajowe
| \| \| Zdobyte trofea w rozgrywkach Słowacji (stan na: 31-05-2012) \| |                                                             |      |                  |
| Rozgrywki                                                            | Osiągnięcie                                                 | Razy | Sezon(y)         |
| Mistrzostwo                                                          | I miejsce                                                   | 0    |                  |
| Mistrzostwo                                                          | II miejsce                                                  | 0    |                  |
| Mistrzostwo                                                          | III miejsce                                                 | 0    |                  |
| Mistrzostwo                                                          | ? miejsce                                                   | 1    | 2012             |
| Puchar                                                               | zdobywca                                                    | 0    |                  |
| Puchar                                                               | finalista                                                   | 0    |                  |
| Puchar                                                               | ćwierćfinalista                                             | 3    | 2010, 2011, 2013 |
| II liga                                                              | I miejsce                                                   | 1    | 2012             |
| II liga                                                              | II miejsce                                                  | 0    |                  |
| II liga                                                              | III miejsce                                                 | 0    |                  |
| Słowacja                                                             | Zdobyte trofea w rozgrywkach Słowacji (stan na: 31-05-2012) |      |                  |

- 3 liga (D3):
  - mistrz (1x): 2011 (gr.zachodnia)

## Stadion
Klub rozgrywa swoje mecze domowe na stadionie Spartak w Myjavie, który może pomieścić 2,000 widzów.

## Europejskie puchary
Legenda do wszystkich tabel:
- Q – runda eliminacyjna, 1/16, 1/8, 1/4, 1/2 – odpowiednia faza rozgrywek, Grupa – runda grupowa, 1r gr – pierwsza runda grupowa, 2r gr – druga runda grupowa, F – finał, R – runda, PO – play-off
- k. – rzuty karne, los. – losowanie, Dogr. – dogrywka, w. – zasada bramek strzelonych na wyjeździe

| Sezon   | Rozgrywki   | Runda | Przeciwnik    | Dom | Wyjazd | Ogólnie |
| ------- | ----------- | ----- | ------------- | --- | ------ | ------- |
| 2016/17 | Liga Europy | 1Q    | Admira Wacker | 2–3 | 1–1    | 3–4     |